# أحبولة

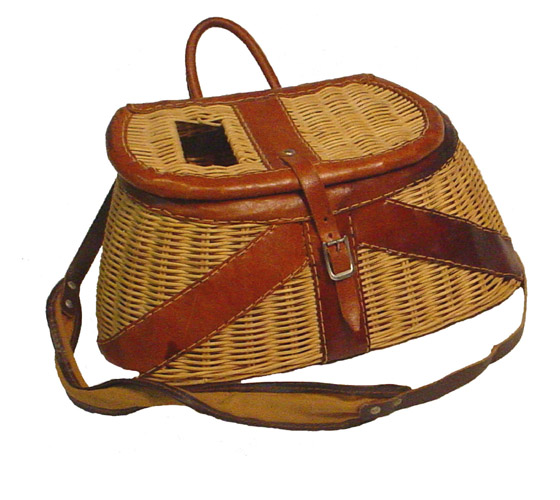
أحبولة خاصة بالصيادين.

الأُحْبُوْلَة (الجمع: أَحَابِيْل، حَبَائِل) ‏ أو الكَريل هي نوع من السِلال المصنوعة من الخوص، وتستخدم عادةً لنقل الأسماك أو كتل من الخث. وكما يمكن استخدام سِلال الأحبولة أيضًا كأقفاص للإمساك بالكركند وغيرها من أنواع القشريات الأخرى.
في العصر الحديث، أصبحت تعني مجموعة من أنواع سلال الخوص التي يستخدمها الصيادون أو الصيادون التجاريون لإمساك الأسماك أو غيرها من الفرائس. توجد الكلمة أيضًا في الزراعة وبعض السلال المحلية.
في صناعة الرنجة في بحر الشمال في القرنين التاسع عشر والعشرين، كانت أحبولة سلة تستخدم لقياس حجم الصيد. وكان المقياس المعياري هو الأحبولة الذي صُنع في أحجام معتمدة رسميا من نصف رافع وربع رافع. كان الرافع وحدة من القدرة المستخدمة لقياس سمك الرنجة الطازج، يساوي 37.5 غالون ملكي.
صُممت سَلاَّت الأحبولة لتعمل كتبريد تبخيري عندما يصطف مع الطحلب ويغمس في الخور للحفاظ على برودة المبرد. يتم إدخال الأسماك التي يتم اصطيادها من خلال فتحة في الجزء العلوي وإمساكها في مكانها من خلال حزام جلديّ صغير.
الأحبولة (السلة) هي أيضا الجوانب العالية المضافة إلى مقطورة مسحوبة. هذا يجعل المقطورة أكثر ملاءمة لحمل مواد فضفاضة، مثل العشب إلخ.

## الأحبولة في اسكتلندا
كما تستخدم كلمة أحبولة في اسكتلندا (بشكل رئيسي في الشمال) للإشارة إلى جهاز يستخدم لصيد سرطان البحر والقشريات الأخرى. وهي مصنوعة من شبك منسوج (مشابه لتلك المستخدمة في شبكة الصيد التقليدية) على إطار من الأنابيب البلاستيكية وقاعدة خشبية مضلعة، هذا النوع من الكرييل يشبه وظيفة وعاء جراد البحر. يمكن الإشارة إلى عدة أحبولة ات في سطر واحد على أنها «قائد».

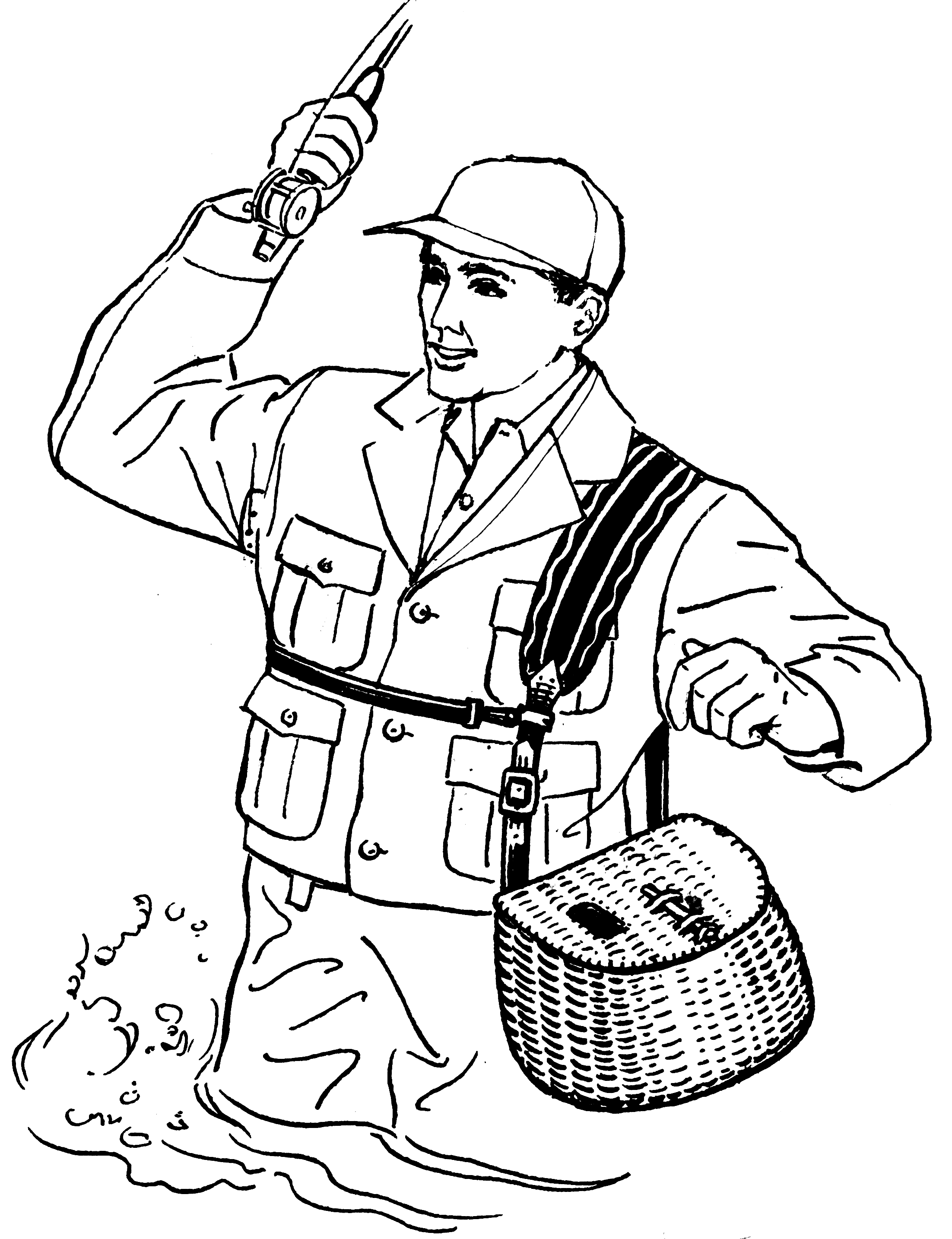
صياد يحمل سلة كريل
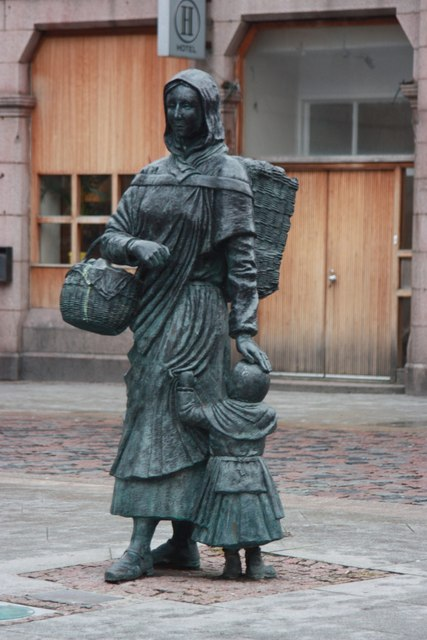
تمثال لبائعة سمك تحمل سلة عادية وسلة كريل.
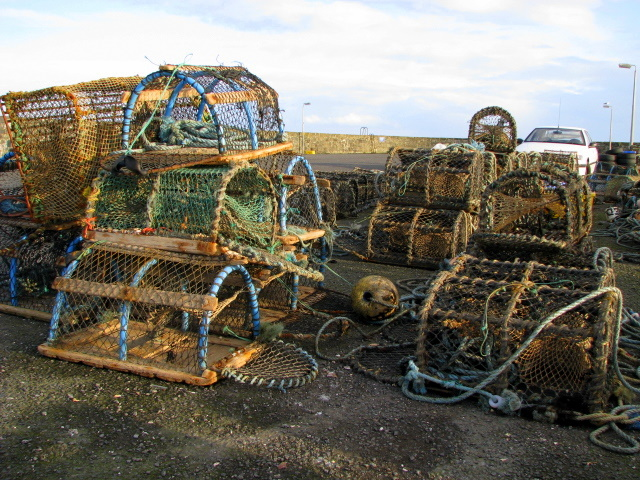
تستخدم سَلاَّت الكريل التجارية لصيد الكركند.
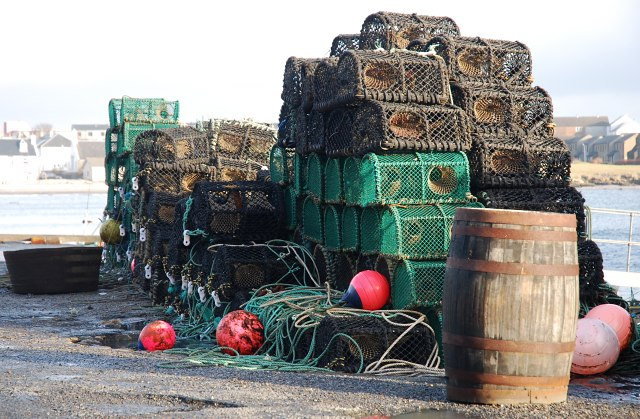
كومة من سَلاَّت الكريل الخاصة بالجمبري.
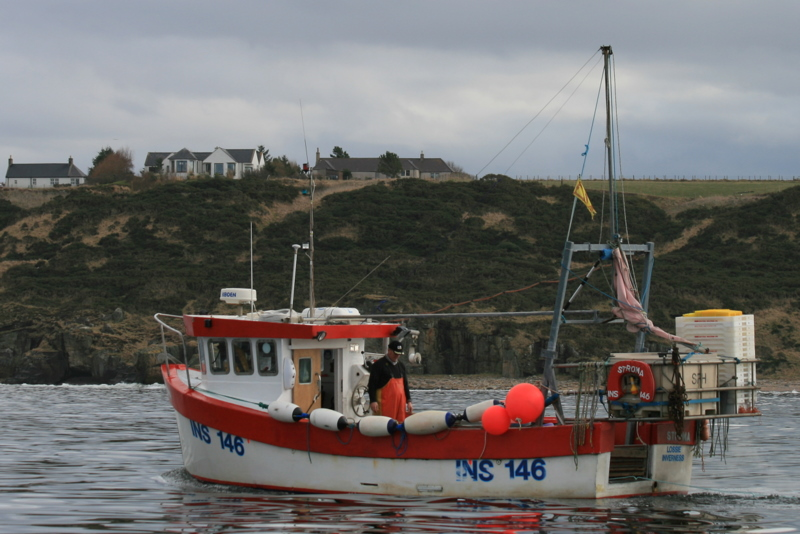
قارب صيد "يرمي" سلسلة من سَلاَّت الكريل
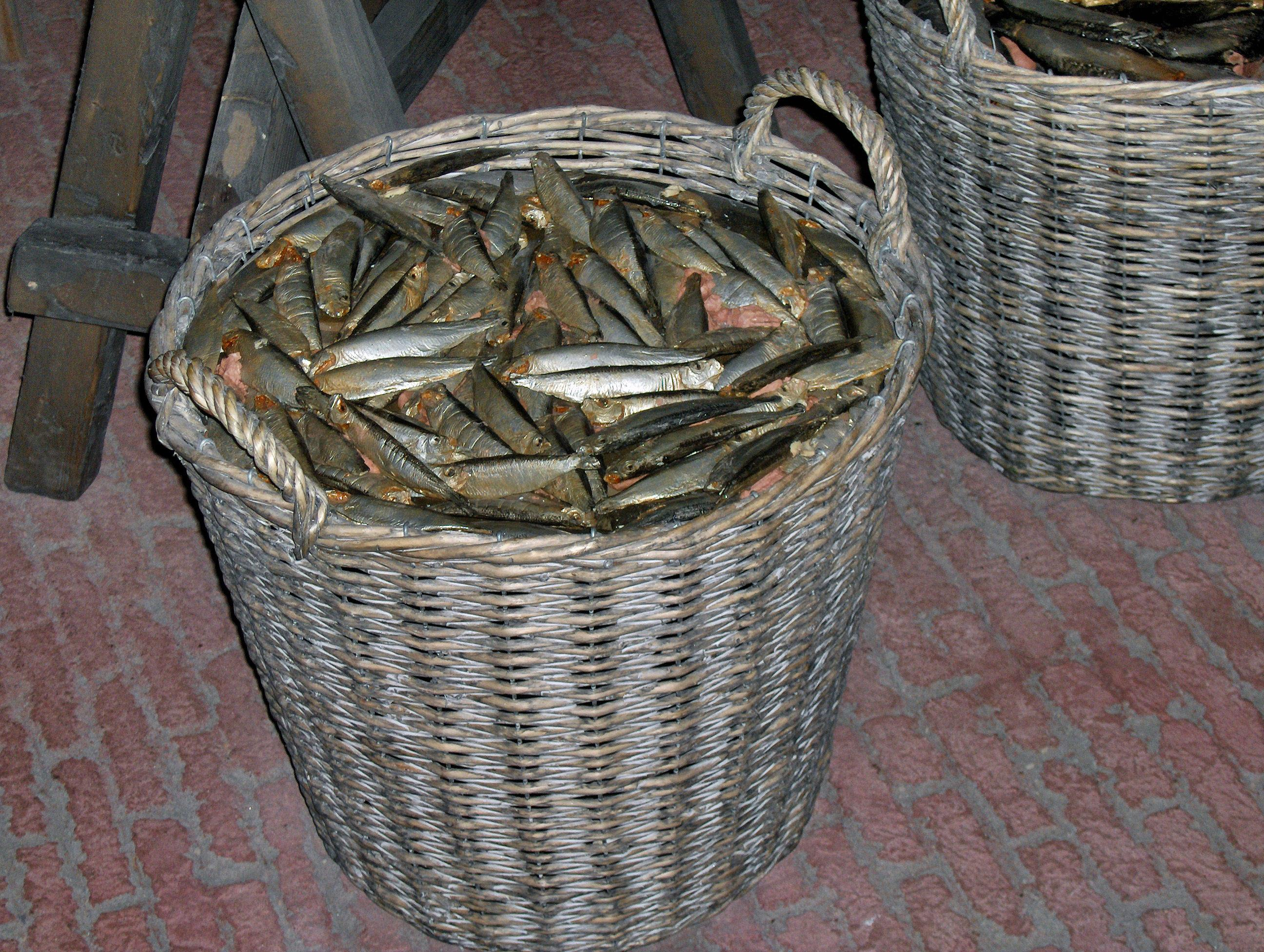
سلة كريل وبها أسماك صابوغة في متحف صيد الأسماك الوطني في بلجيكا